# 山下春江
山下 春江（やました はるえ、1901年（明治34年）8月9日 – 1985年（昭和60年）3月19日）は、昭和期の政治家。日本初の女性国会議員の一人で、元自由民主党衆議院議員・参議院議員。

## 生涯
山口県阿武郡の出身。
1921年二階堂体操塾（現・日本女子体育大学）を卒業（1期生）。体操講習会で見た塾長・二階堂トクヨの脚が憧れのアンナ・パヴロワ（バレリーナ）のようにすんなりとしていたことが入塾理由である。柔道2段のほか、空手・薙刀術の心得もあった。広島県の呉高等女学校で教師となるが、当時の校長と不正入試問題で対立し辞職、大阪毎日新聞記者に転職する。その後山下悌三と結婚、病弱の夫に代わり東京で「富士アスベスト工業所」の経営にあたる。戦災で工場が焼失したため、福島県石川郡母畑村（現・石川町）に疎開した。
戦後は周囲の人々の勧めもあって、1946年 の第22回衆議院議員総選挙に福島全県区（当時）から日本進歩党公認で立候補し当選、日本初の女性代議士の一人となった。以後衆院当選6回。進歩党では小坂善太郎・川崎秀二らとともに、犬養健をリーダーとする新進会のメンバーだった。以後民主党→改進党→新党同志会→自由民主党と遍歴する。
1948年、当時の泉山三六蔵相に国会内でキスを迫られ、拒否したところ顎を噛み付かれるという事件が起きた。ほどなくして泉山大臣は蔵相を辞任するが、山下議員もかねてから酒豪の評判があったことが災いし「一緒にはしゃいでいた」とのデマが流布、翌1949年の総選挙で落選の憂き目に遭う。しかし1952年の総選挙でカムバックした。同年12月、国会で大東亜戦争での戦犯者に対する免責決議の趣旨説明を行っている。その後1960年に落選したが、1962年参議院全国区から国政に返り咲き、2期12年務めた。また社会保障問題に打ち込み、厚生政務次官、経済企画政務次官を歴任した。1971年勲一等瑞宝章を受章し、1985年3月19日に敗血症のため死去した。叙・従三位。